# Saira Martínez
Saira Mayela Martínez (ur. 14 kwietnia 1978) – salwadorska zapaśniczka walcząca w stylu wolnym. Zajęła czternaste miejsce na mistrzostwach świata w 2000. Czwarta w igrzyskach panamerykańskich w 2003. Brązowa medalistka mistrzostw panamerykańskich w 2001 roku.